# Bayram Şit
Bayram Şit (Provincia de Denizli, Turquía, 1930-Ankara, 29 de mayo de 2019) fue un deportista turco especialista en lucha libre olímpica, donde llegó a ser campeón olímpico en Helsinki 1952.

## Carrera deportiva
En los Juegos Olímpicos de 1952 celebrados en Helsinki ganó la medalla de oro en lucha libre olímpica estilo peso pluma, por delante del iraní Nasser Givehchi (plata) y del estadounidense Josiah Henson (bronce).